# Die deutsche Mutter und ihr erstes Kind

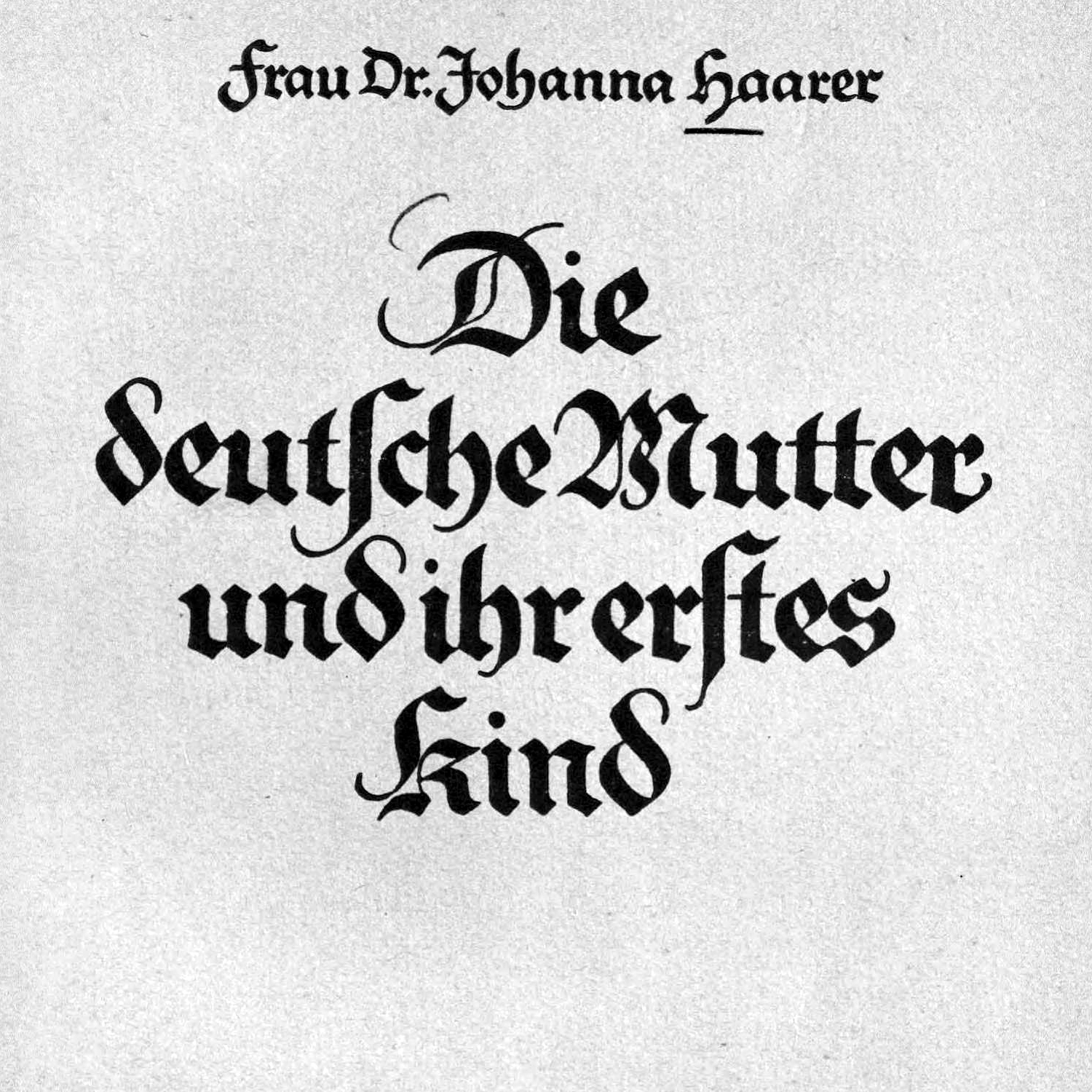
Ausschnitt des Titelblatts, 1940

Die deutsche Mutter und ihr erstes Kind ist der Titel eines Ratgebers für Frauen in der Zeit des Nationalsozialismus über Schwangerschaft und Entbindung, das Wochenbett sowie die Säuglingspflege im ersten Lebensjahr des Kindes. Es wurde von der Lungenfachärztin Johanna Haarer (1900–1988) verfasst und ein Jahr nach der Machtergreifung 1934 in erster Auflage veröffentlicht. Zusammen mit ihren Publikationen Unsere kleinen Kinder (1936) und Mutter, erzähl von Adolf Hitler! (1939) verfasste Haarer die bekanntesten Erziehungsbücher im sogenannten Dritten Reich und prägte die Erziehung im Nationalsozialismus.
Nach dem Zweiten Weltkrieg wurden Haarers Bücher zunächst von den Alliierten verboten. Unter dem Titel Die Mutter und ihr erstes Kind wurde ihr erfolgreichstes Buch in überarbeiteter Fassung und ohne Hinweis auf die Erstausgabe später erneut herausgegeben, 1987 in letzter Auflage. Mit der Frage, wie diese Ratgeber noch heute Einfluss auf die Kriegskinder und deren Kinder nehmen, haben sich zahlreiche Wissenschaftler unterschiedlicher Disziplinen befasst. Unter ihren Veröffentlichungen hat das Buch von Sigrid Chamberlain mit dem Titel Adolf Hitler, die deutsche Mutter und ihr erstes Kind besondere Beachtung gefunden.

## Die Autorin
Nachdem Johanna Haarer (1900–1988) im Alter von 23 Jahren ihr Staatsexamen als Ärztin abgelegt hatte, war sie in den folgenden zehn Jahren in ihrem Beruf tätig. Ihre erste Ehe scheiterte. In zweiter Ehe gebar sie 1933 Zwillinge und bekam später drei weitere Kinder. Mit der Geburt der Zwillinge gab sie ihre ärztliche Tätigkeit auf und begann zu schreiben – Kolumnen und Bücher zur Säuglingspflege und Kindererziehung. Eine pädagogische Ausbildung besaß sie nicht. Unter anderem veröffentlichte sie im Völkischen Beobachter. Im Jahr 1937 trat sie der NSDAP bei. 1945 wurde sie inhaftiert und verbrachte ein Jahr in drei verschiedenen amerikanischen Internierungslagern. 1946 nahm sich ihr zweiter Mann das Leben. Alle fünf Kinder wurden später „auf irgendeine Weise psychisch krank“, gab Sigrid Chamberlain an.
Nach dem Krieg erhielt Haarer keine Erlaubnis, sich als Ärztin in eigener Praxis niederzulassen. Bis zu ihrem Ruhestand im Jahr 1965 war sie in verschiedenen Gesundheitsämtern in Bayern tätig. Sie starb 88-jährig. Anna Hutzel, eine ihrer Töchter, teilte in einem Telefonat mit Susanne Blumesberger von der Universität Wien im November 2000 mit, ein Gespräch über das Dritte Reich sei mit ihrer Mutter „nie möglich“ gewesen. Ihre nationalsozialistische Einstellung habe die Mutter bis zu ihrem Tod nicht aufgegeben. Innerfamiliäre Konflikte seien „mit Gewalt gelöst“ worden. Die Kinder hätten unter „der Gefühlskälte“ ihrer Mutter gelitten. Annas Schwester Gertrud veröffentlichte 2012 und damit knapp 25 Jahre nach dem Tod der Mutter sowohl deren Autobiografie als auch ihre eigene, in der sie die Angaben der Schwester bestätigte.
Die Dokumentarfilmerin Gabriele Dinsenbacher – selbst Jahrgang 1952 und Tochter eines Lehrerehepaares – besuchte Gertrud Haarer in Italien und ließ die 1942 geborene Tochter aus ihrem Leben erzählen. Im September 2019 veröffentlichte der Bayerische Rundfunk die Dokumentation auf seinem YouTube-Kanal. Sie war zuvor in der Reihe Lebenslinien unter dem Titel Meine deutsche Mutter gesendet worden.

## Das Buch

### Inhalt

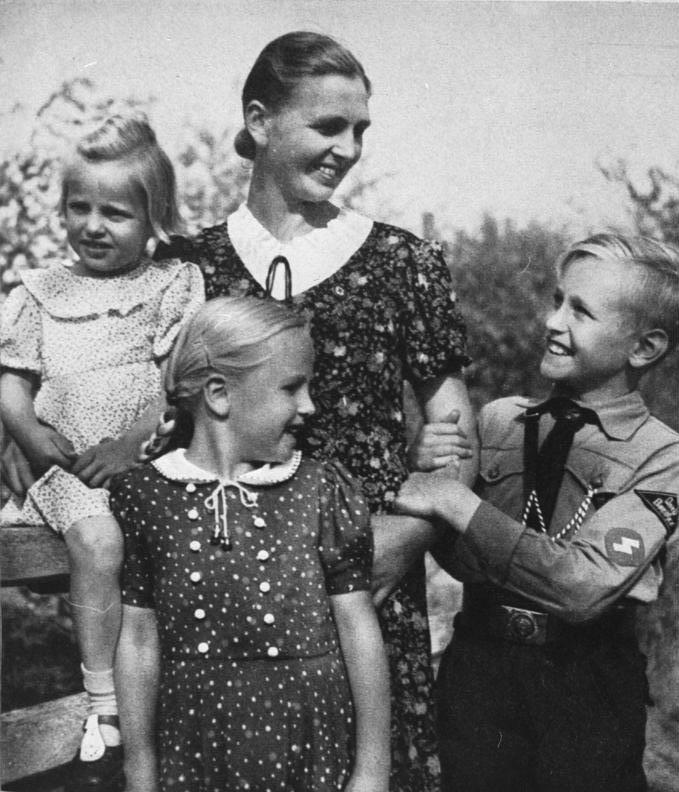
Mutter mit drei Kindern, Februar 1943

Das Buch umfasst zwölf Kapitel auf 275 Seiten. Nach Ausbruch des Zweiten Weltkriegs wurde es um einen Anhang mit Ratschlägen zur Beschaffung der Säuglingsausstattung im Krieg unter Verwendung der Säuglings-Kleiderkarte ergänzt.
- Kapitel I: Die erste Hälfte der Schwangerschaft
- Kapitel II: Die Aussteuer für das Kind
- Kapitel III: Die zweite Hälfte der Schwangerschaft
- Kapitel IV: Kleidung und äußere Erscheinung in der zweiten Hälfte der Schwangerschaft
- Kapitel V: Kurz vor der Entbindung
- Kapitel VI: Die Entbindung
- Kapitel VII: Das Wochenbett
- Kapitel VIII: Die natürliche Ernährung an der Brust, das Stillen
- Kapitel IX: Die Pflege des jungen Säuglings
- Kapitel X: Die ausschließlich oder teilweise künstliche Ernährung im ersten Halbjahr
- Kapitel XI: Die Ernährung im zweiten Halbjahr
- Kapitel XII: Der ältere Säugling

Im Vorwort An die deutsche Frau! schreibt Haarer:

„[Das Buch] möchte jungen Frauen, die ihr erstes Kind erwarten, ein Ratgeber sein in allen kleinen und großen Angelegenheiten, die mit diesem umwälzenden Erlebnis zusammenhängen. Den Frauen, die Kurse des Mütterdienstes und unsere neuen deutschen Mütterschulen besucht haben, will es helfen, dort gewonnene Kenntnisse zu befestigen und zu vertiefen. Es will aufklären über die körperlichen und seelischen Vorgänge während Schwangerschaft, Geburt und Wochenbett. [...] Ist es doch eine alte Erfahrung, dass  Unwissenheit und Unkenntnis viel mehr ängstigen als eine freimütige Besprechung. Hier vertrauen wir der deutschen Frau. Aller falschen Prüderie sagen wir den Kampf an. Sie kann hier nur schaden. [...] Bewußt vermieden wurden allerlei Überspanntheiten in der Säuglingspflege, wie sie die vergangene Zeit unter dem Einfluß der Einkinderehe hervorgebracht hat. [...] Was mit aller Kraft bekämpft werden muß, ist die willkürliche Verhütung erbgesunden Nachwuchses, die in unserem so geburtenarm gewordenen und überalterten Volke ein erschreckendes Ausmaß angenommen hat. [...] Das neue Deutschland schätzt die Mutter, zumal die kinderreiche, nach den Worten des Führers als erste Trägerin des Staates. [...] Auf uns Frauen wartet als unaufschiebbar dringlichste die eine uralte und ewig neue Pflicht: Der Familie, dem Volk, der Rasse Kinder zu schenken.“

### Zeitgenössische Rezeption
Die deutsche Mutter und ihr erstes Kind wurde ein Bestseller. Allein bis Kriegsende wurden 690.000 Exemplare verkauft.
Die Zeitschrift des Deutschen Frauenwerks schrieb über das Buch:

„Fern vom grünen Tisch [....] schildert die Verfasserin in klarer und einfacher Weise die körperlichen Vorgänge der Schwangerschaft und der Geburt, wobei die Grenze zum eigentlich Medizinischen mit sicherem Instinkt gezogen wird; die Lebensweise der jungen Mutter, ihr Verhalten vor und nach der Entbindung wird ebenso berücksichtigt wie die Ernährung und Pflege des Säuglings;  nichts ist vergessen, was ein kleiner Mensch bei seinem Eintritt in das Leben braucht, vom Bettchen bis zur Haarbürste und zum Badelappen.“

Haarers Ratschläge trugen die herrschende Ideologie in die Kinderstuben, wurden von den Nationalsozialisten gefördert und in den sogenannten Reichsmütterschulungen gelehrt – beispielsweise in der Reichsmütterschule Wedding und anderen Mütterschulen. Bis April 1943 hatten bereits drei Millionen Frauen an solchen Schulungen der NS-Frauenschaft teilgenommen. Auch in Kindergärten und Heimen war Haarers Ratgeber Grundlage der Erziehung.
Nach 1945 wurde das Buch – „vom gröbsten Nazijargon bereinigt“, mit etwas verändertem Titel und in anderen Verlagen – bis 1987 wieder veröffentlicht, jedoch ohne dass in den Nachkriegsausgaben ein Hinweis auf Titel und Jahr der Erstveröffentlichung erfolgte. Insgesamt erzielte das Buch eine Auflagenstärke in Millionenhöhe.

### Kritik im 21. Jahrhundert
Die Journalistin Anne Kratzer schrieb darüber 2018 in der Wochenzeitung Die Zeit:

„‚Das Kind wird gefüttert, gebadet und trockengelegt, im Übrigen aber vollkommen in Ruhe gelassen‘, riet damals Johanna Haarer. Sie schilderte detailreich körperliche Aspekte, ignorierte aber alles Psychische – und warnte geradezu vor ‚äffischer‘ Zuneigung: ‚Die Überschüttung des Kindes mit Zärtlichkeiten, etwa gar von Dritten, kann verderblich sein und muss auf die Dauer verweichlichen. Eine gewisse Sparsamkeit in diesen Dingen ist der deutschen Mutter und dem deutschen Kinde sicherlich angemessen.‘ […] statt in einer ‚läppisch-verballhornten Kindersprache‘ solle die Mutter ausschließlich in ‚vernünftigem Deutsch‘ mit ihm sprechen, und wenn es schreie, solle man es schreien lassen. Das kräftige die Lungen und härte ab.“

Sigrid Chamberlain, die Haarers Erziehungsratgeber einer ausführlichen sozial- und politikwissenschaftlichen Analyse unterzogen und ihr ein ganzes Buch gewidmet hat, fasst die Ratschläge Haarers in einem Interview bei Barbara Tambour wie folgt zusammen:

„Das Kind soll tags wie nachts in einem stillen Raum für sich sein. Die Trennung von Familie und Kind beginnt gleich nach der Geburt: Sobald der Säugling gewaschen, gewickelt und angezogen ist, soll er für 24 Stunden allein bleiben. Erst danach soll er der Mutter zum Stillen gebracht werden. Von der ersten Minute des Lebens an wurde also alles getan, um die Beziehungsunfähigkeit zu fördern. Alles war verboten, was Beziehung förderte. Denn das Hauptziel bestand darin, die Beziehung zwischen der Mutter oder den Eltern und dem Kind gar nicht erst entstehen zu lassen. Diesem Zweck dienen auch Haarers Forderungen, keine Zeit gemeinsam zu verbringen außer beim Füttern, Windelwechseln, Anziehen, Baden. Dafür aber waren genaue Zeitspannen vorgegeben. Das Füttern mit der Flasche sollte keinesfalls länger dauern als zehn Minuten, das Stillen nicht länger als zwanzig Minuten. Wenn das Kind ›bummelt‹ oder ›trödelt‹, soll das Füttern oder Stillen abgebrochen werden. Essen gibt es erst wieder bei der nächsten planmäßigen Mahlzeit. Hat das Kind bis dahin Hunger, geschieht es ihm erstens recht und zweitens lernt es dann, dass es sich beim nächsten Mal mehr beeilen muss.“

Erwachsene, so Haarer, hätten sich „ruhig über die Fehler und Schwächen der Kinder lustig machen und sie verspotten dürfen“, ergänzt Chamberlain und erwähnt Zeitzeugen, die berichteten, wie sie beschämt und bloßgestellt wurden, nicht nur von den Eltern, sondern auch von Erzieherinnen. Zu den Folgen einer solchen Erziehung gehören unter vielem Anderen die Schwierigkeit, „liebevoll, einfühlsam und warmherzig“ mit den eigenen Kindern umzugehen, aber beispielsweise auch, die eigene „Wohnung schön und gemütlich einzurichten“, so Chamberlain. Hinzu komme eine große Sehnsucht nach Anerkennung und Zugehörigkeit.
Noch lange nach dem Krieg wurden viele Kinder von ihrer Mutter nie in den Arm genommen. Körperlichkeit beschränkte sich auf die Reinlichkeitserziehung, ansonsten war für Haarer „Hautberührung […] unerwünscht“.
Als geradezu „perfide“ bezeichnet Kratzer den Rat Haarers an die Mütter, „die Bedürfnisse ihrer Babys gezielt zu ignorieren“, weil besonders diese Empfehlung die transgenerationale Weitergabe befördere: „Wenn eine ganze Generation systematisch dazu erzogen worden ist, keine Bindungen zu anderen aufzubauen, wie kann sie es dann ihren Kindern oder Enkelkindern beibringen?“ Kinder, „die verführbar sind, nicht denken und nicht fühlen“, seien, so der Bindungsforscher Karl Heinz Brisch, „praktisch für eine Kriegernation“.
In der 1949 gegründeten DDR wurde Haarers Buch nicht verlegt.
Die Autorin Annette Schlemm, 1961 in der DDR geboren, fand ein in ihrem Geburtsjahr in einem VEB-Verlag erschienenes Buch mit dem Titel Kleine Enzyklopädie. Die Frau. Darin werde betont, dass bei der Säuglingspflege „neben ‚größter Sauberkeit‘ auch ‚Regelmäßigkeit‘ besonders wichtig“ sei. Schlemm zitiert: „Schon der Säugling muß erfahren, daß er durch noch so kräftiges Schreien nicht die Erfüllung seiner Wünsche erzwingen kann“ – und quittiert dieses Zitat mit der Bemerkung „Johanna Haarer läßt grüßen“. Sie zitiert weiter: „Durch die Erziehungsmaßnahmen soll das Kind bei voller Entfaltung seiner persönlichen Eigenart lernen, daß es sich seiner Umgebung anzupassen hat und daß das Leben in Gemeinschaft nicht nur Vorteile, sondern auch Pflichten und Verzichte mit sich bringt, die das Kind nicht widerwillig, sondern freiwillig und freudig auf sich nehmen muß.“ Zum Ende ihrer vergleichenden Betrachtung von Erziehungsbüchern gibt Schlemm ihrer Hoffnung Ausdruck, „dass wenigstens die hier genannte Härte und Gefühllosigkeit als Ursache von gestörter Freude- und Lebensfähigkeit endgültig der Vergangenheit“ angehöre.

## Der Verlag

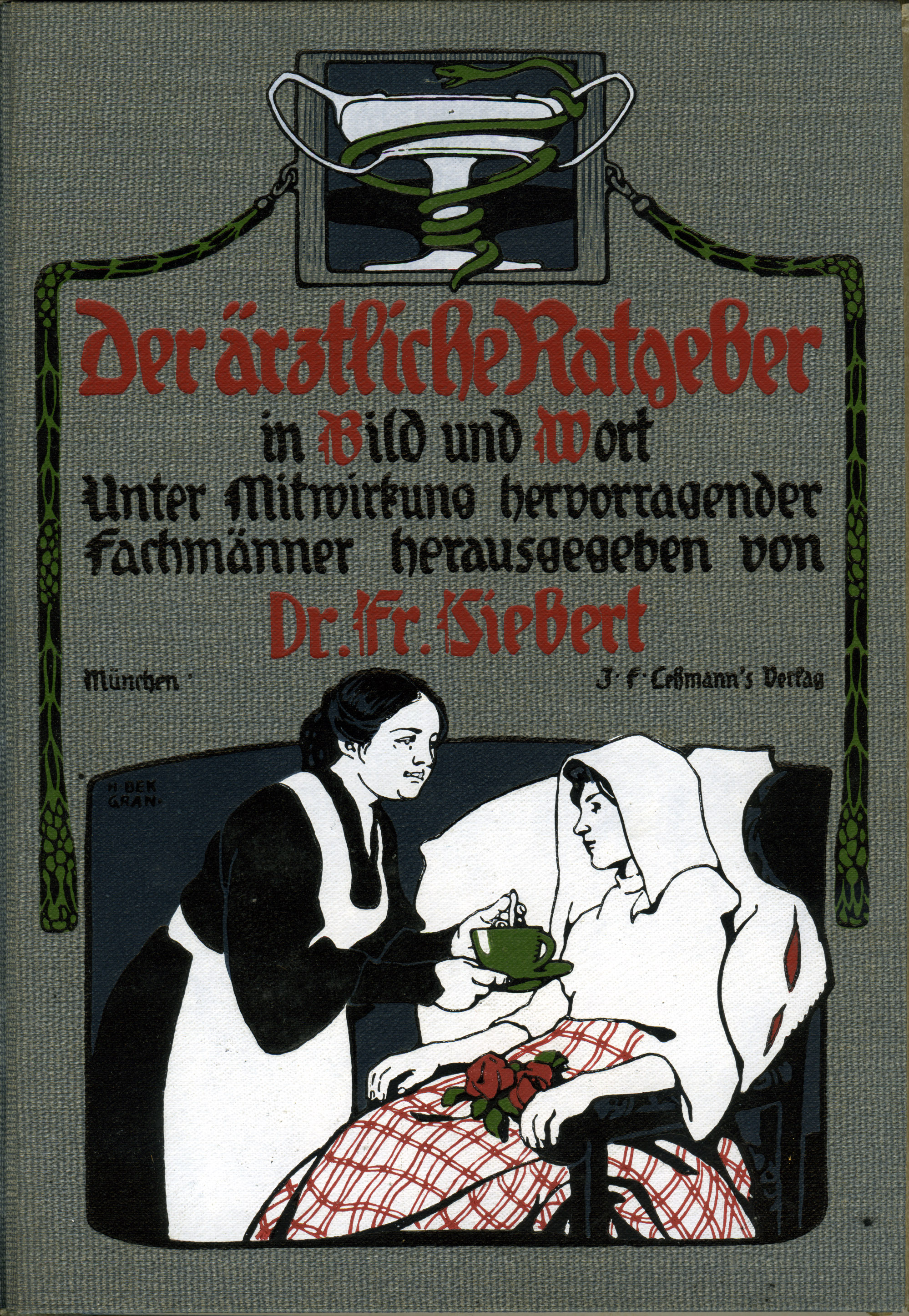
Ratgeber im Lehmanns Verlag

Die Erstveröffentlichung des Haarer-Buches erfolgte bei Julius Friedrich Lehmann (1864–1935), der seinen Verlag im September 1890 gegründet und ihm den Firmennamen J. F. Lehmanns gegeben hatte. Dieser Verlag sollte sich zu einem bedeutenden medizinischen Fachverlag entwickeln – nicht nur, aber auch wegen seiner anatomischen Atlanten.
Mario Heidler, der 2006 im Historischen Lexikon Bayerns die Verlagsgeschichte nachzeichnete, beschrieb, wie der Verlag „seit dem Ersten Weltkrieg zunehmend auch wehrwissenschaftliche sowie rassenkundliche und rassenhygienische Schriften“ herausgab. Seit 1929 förderte Lehmann die NSDAP und verlegte medizinische, völkische und rassistische Werke, darunter medizinische Ratgeber, welche die von ihm bevorzugte Ideologie zu verbreiten halfen. Auch hatte er den Verlag der Zeitschrift Münchener Medizinischen Wochenschrift (MMW) gekauft, die später in MMW – Fortschritte der Medizin umbenannt und von einer Tochtergesellschaft des Springer Medizin Verlages herausgegeben wurde. Dieser Neuerwerb festigte seine marktbeherrschende Stellung.
Friedrich Schwartz leitete nach Lehmanns Tod im Wesentlichen den Verlag, der im Dritten Reich mehrfach ausgezeichnet und, wie Heidler schreibt, als „kriegswichtig“ eingestuft wurde. Deshalb musste er, anders als andere Verlage, seine Tätigkeit nicht einstellen.
Die Alliierten verboten den Verlag 1945. Das medizinische Programm kaufte 1946 der Verlag Urban & Schwarzenberg auf. 1950 wurde der Verlag wiederbegründet und setzte seine Tradition fort – mit seinem Sortiment, aber auch politisch mit seiner Nähe zur Gesellschaft für freie Publizistik. Im Jahr 1979 wurde der Verlag aufgelöst, ohne seine frühere Bedeutung wiedererlangt zu haben. Der ursprüngliche Firmenname hielt sich für eine medizinische Buchhandlung noch bis 1997, als es zu einer Umbenennung in Lehmanns Fachbuchhandlung und – später – Lehmanns Media kam.

## Analysen
Unter dem Titel Brutstätten der Nation war 1988 von Ute Benz eine erste kritische Analyse des Haarer-Ratgebers im vierten Band der Dachauer Hefte publiziert worden, welcher der Medizin im NS-Staat gewidmet war.
Dreißig Jahre später sprach Rose Ahlheim in einem Interview über die innerseelischen Folgen der von Haarer vertretenen Pädagogik. Im selben Jahr ging Anne Kratzer mit ihrem Essay in Zeit Online der Frage nach, warum es zu diesem andauernden Einfluss kam. Ausführlicher als alle Anderen beschrieb Sigrid Chamberlain Haarers Ratgeber und die Spätfolgen dieser Erziehung.

### Rose Ahlheim
Unter dem Titel Nazi-Pädagogik und die Folgen: Johanna Haarer’s langer Schatten wurde im September 2018 ein Interview mit der Kinder- und Jugendlichenanalytikerin Rose Ahlheim auf YouTube veröffentlicht. Sie ist Herausgeberin der 2012 erschienenen Autobiografien von Johanna Haarer und ihrer Tochter Gertrud. Zu Beginn des Interviews, das Sachinformationen ergänzt durch Anekdoten vermittelt, korrigiert sie einen häufigen Irrtum: Haarer werde oft für eine Kinderärztin gehalten, sei tatsächlich aber Lungenfachärztin gewesen.

#### Haarers Buch
Ahlheim bezeichnet einige Ratschläge Haarers zunächst als „pfiffig“ und „medizinisch gut begründet“, doch fänden sich „darin verwoben auch immer wieder Versatzstücke aus der nationalsozialistischen Ideologie“. Sie greift Empfehlungen Haarers kommentierend auf, teils zitiert sie aus der Auflage von 1938. Beispielsweise sollten Neugeborene in den ersten 24 Stunden ihres Lebens nichts zu trinken bekommen. Die Erziehung solle am Tag der Geburt beginnen und ohne „vernünftigen“ Grund solle eine Mutter sich nicht mit ihrem Kind befassen. Damit aus dem Kind kein „Haustyrann“ werde, gelte es, frühzeitig seinen Willen „zu brechen“. Das sei wichtig für die Charakterbildung und die spätere Lebensführung, so Haarer. Sie sei überzeugt gewesen, dass Kinder sich dieser Früherziehung später nicht erinnerten und sie ohnehin erst im Alter von etwa zwei Jahren in der Lage seien, Gefühle zu empfinden. Andererseits aber traue sie dem Kind schon viel früher ein „Machtbedürfnis“ zu, so Ahlheim.

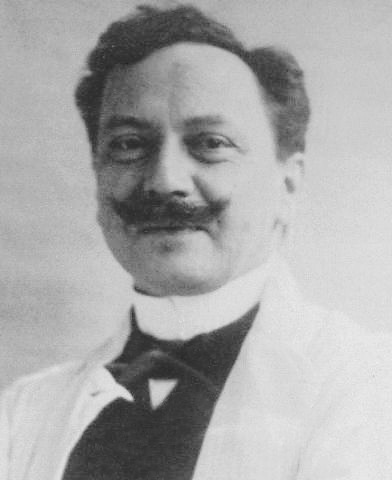
Adalbert Czerny (1904)

Viele ihrer Ratschläge hatten Vorläufer und eine durchaus lange Tradition. Manches davon wurde von Kinderärzten, die sich um die damals hohe Säuglingssterblichkeit sorgten, durchaus zum Schutz der Kinder vertreten, berichtet Ahlheim. Der erste Kinderarzt in Deutschland sei Adalbert Czerny gewesen. Er habe an der Berliner Charité einer Vorlesungsreihe den Titel Der Arzt als Erzieher des Kindes gegeben.
Haarer habe sich aus einfachen Verhältnissen hochgearbeitet und sei eine der ersten Frauen gewesen, die Medizin studierten. In der männlich dominierten akademischen Umgebung habe sie es „nicht leicht“ gehabt. Mit der sogenannten Machtergreifung sei ein Gesetz zur Bekämpfung der hohen Arbeitslosigkeit erlassen worden, das untersagte, im öffentlichen Dienst Ehepaare zu beschäftigen. Daraus erklärt sich Ahlheim, dass Haarer mit der ersten Schwangerschaft ihren Beruf aufgab. Als tatkräftige Frau habe sie vermutlich Beschäftigung gesucht und deshalb erste kleine Beiträge zur Säuglingspflege geschrieben. Der Völkische Beobachter habe eine Frauenseite eingeführt, auf der Haarers Beiträge erschienen. Sie fanden Anklang und so folgte sie dem Vorschlag, ein Buch zu schreiben.
Ahlheim erwähnt Ute Benz, Lehrbeauftragte für Kinder- und Jugendpsychotherapie an der Technischen Universität Berlin und zudem Ehefrau des Antisemitismusforschers und Historikers Wolfgang Benz. Sie habe 1987 in ihrem Aufsatz Deutsche Superfrau in der Wochenzeitung Die Zeit auf die historischen Hintergründe dieses noch immer gern gelesenen Ratgebers aufmerksam gemacht und die Entstehung des Buches für einen Akt der „Rache“ gehalten, mit der sich Haarer dafür habe rächen wollen, durch die Geburt ihrer Kinder auf Heim und Herd zurückgeworfen zu sein.

#### Die Folgen

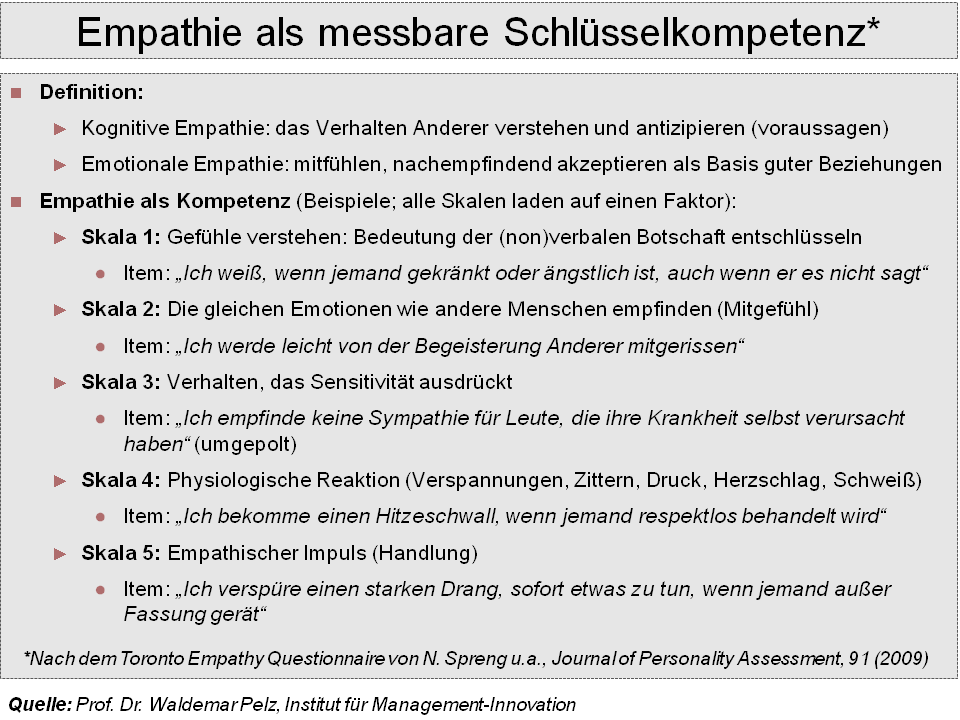
Empathie als Schlüsselkompetenz

Der zweite Teil des Interviews widmet sich den Spuren, die eine solche Erziehung hinterlasse und die in der Regel nicht erinnert würden. Gleichwohl speichere das sogenannte Körpergedächtnis die „affektiven und gefühlsmäßigen Erinnerungen“. Das Kind sei angewiesen auf einen Anderen und wenn es allein gelassen werde, habe es Angst. Die könne sich bis zur „Vernichtungsangst“ steigern. Beruhigen könne sich das Kind, wenn jemand da sei, der mit ihm spricht. Oft genüge schon ein Blick, der das Kind die Anwesenheit eines Anderen spüren lasse. Einfühlung in die Panik sei wichtig: „Ja, das gibt es, aber ich bin da.“ Bleibe das Kind mit seinem Schmerz und der Angst allein, entwickle sich die Vorstellung von etwas Bösem, das in ihm sei und es verfolge. Weil die Mutter immer wieder auch das Gute bringe, entstehe im Kind eine „Parallelität von zwei Zuständen“. Im einen fühle es sich aufgehoben, behaglich und gewärmt von einer „freundlich gesonnenen Person“, im anderen spüre es „etwas Kaltes, Feindliches, Schmerzvolles“. Die zunächst eher diffusen Zustände nähmen mit der Zeit Gestalt an und es entwickle sich so etwas wie eine innere Figur. Daher komme die Metapher von der guten und der bösen Mutter, die das Kind in sich trage. Diese müsse das Kind „irgendwann“ zu einer realen Person verknüpfen, die beide Seiten hat. Gelingt diese Verknüpfung, hat sich damit die Fähigkeit zur Ambivalenz entwickelt. Weil diese Erfahrungen diffuser Zustände in einer vorsprachlichen Zeit gespeichert würden, könne sich daraus später eine Unsicherheit entwickeln, die vielfach bei jungen Müttern zu beobachten sei. Ohnehin könne man „oft sein Kind wirklich nicht verstehen“ und dann scheine ein „Rezept“ einfach, das Kind „in einen Raum zu schieben“, in dem es für sich ist. Dadurch müsse das Kind die Last tragen. Die Mutter aber entlaste es und sie könne sich dabei auf einen Ratschlag aus berufenem Munde beziehen. Mütter würden immer wieder von Unsicherheit geplagt, „manche mehr, manche weniger“, als erwachsene Person jedoch sollte man sich der unbehaglichen Tatsache, sein Kind mitunter nicht zu verstehen, aussetzen und es nicht dem Kind anlasten.

#### Familie Haarer nach dem Krieg
Im dritten Teil des Interviews steht die Frage im Raum, wie es in der Familie nach der Zeit des Nationalsozialismus weiter ging. Das Thema sei ein Tabu von mehreren gewesen, sagt Ahlheim. Schlimmer noch als der Ratgeber zur Säuglingspflege sei das Kinderbuch Mutter, erzähl von Adolf Hitler! Dass es dieses Buch gab, habe niemand wissen dürfen. Tochter Gertrud bestätigte später, von diesem Buch erst nach dem Tod der Mutter erfahren zu haben. Ein weiteres Tabu war der Suizid des Ehemannes und Vaters. Diskutiert wurde in der Familie nicht. Hitler tauche in der Biografie von Johanna Haarer lediglich als jemand auf, der ihr ein Ölbild geschenkt habe, Kunstliebhaber und an Architektur interessiert gewesen sei. Anders werde er nicht erwähnt.
Angerührt habe Ahlheim, dass Tochter Gertrud, die sie persönlich kennenlernte und für eine „kluge Frau“ halte, als Kind eine Schulversagerin gewesen sei. Das führte zuhause zu „Streit, Vorwürfen und Strafpredigten“. Gertrud habe nicht lernen können und als Erwachsene lange Zeit eine Schreibblockade gehabt. Ihre Lernstörung in Kindertagen sei der „einzige Schutz“ gewesen, um sich dagegen zu wehren, dass es so viel gab, was sie nicht habe wissen dürfen. Oft sei Gertrud in der Schule auf das Buch ihrer Mutter angesprochen worden und habe sie dann stets „eisern verteidigt“ – mit derselben Hartnäckigkeit, wie sie auch der Mutter eigen war und mit der sie zugleich selbst das Lernen verweigerte. Gertrud sei das einzige der fünf Kinder, die versuchte, sich mit der Mutter auseinanderzusetzen. Die habe ein Gespräch nicht zugelassen, sich das „Hörgerät rausgerissen“ und sich empört, dass dann ihr „Leben umsonst“ gewesen wäre. In der Stunde ihres Todes habe die Mutter ihr etwas gesagt, das jedoch „so intim“ sei, dass sie es für sich behalten wolle. Als alte Frau sei Johanna Haarer alkohol- und tablettenabhängig gewesen und habe unter „schweren Ängsten“ gelitten. Gertrud war die Einzige, die ihre Mutter im Alter habe pflegen können. Ahlheim erzählt, sie habe auch von manch anderen Familien erfahren, dass sich Kinder, die sich mit der nationalsozialistischen Vergangenheit ihrer Eltern nicht befassen konnten, sie auch im Alter oft nicht haben pflegen können.

#### Die Haarer-Biografien
Das Ende des Interviews wurde mit der Frage eingeleitet, was sie bewog, sich der Herausgeberschaft dieser beiden schwierigen Biografien anzunehmen. Das sei „unverhofft“ gekommen. Ein befreundeter Verleger und Jugendfreund von Gertrud Haarer habe sie um Rat gefragt. Das Manuskript sei mit über eintausend Seiten zu lang und solche Biografien in heutiger Zeit zu verlegen, ein heikles Unterfangen. Sie habe es gelesen, gekürzt, mit einer Einleitung versehen und empfohlen, das Wagnis einzugehen.
Das Buch hat eine eigene Geschichte. Johanna Haarer war dem Wunsch ihrer Tochter Gertrud gefolgt und hat im Alter von 87 Jahren ihre Memoiren aufgeschrieben. Gertrud habe sie, so Ahlheim, digitalisiert und ihre Erinnerungen dazugegeben.
Bewegt habe Ahlheim, dass es viele Ratschläge von Haarer zwar „in allen Industrieländern“ gab, doch die „Lockerung“ und die Erkenntnis, dass es auf das „Zwischenmenschliche“ und auf ein „Echo“ ankomme, gab es „in anderen Ländern viel früher als in Westdeutschland“. Dieses Phänomen bringt sie damit in Verbindung, dass diese Ratschläge hierzulande „zu eng verzahnt sind mit dem Denken in Herrschen und Beherrschtwerden“, wie es „in dem nationalsozialistischen Gesellschaftsbild verankert“ sei. Diese Kombination führe wohl dazu, dass es sich hier „so tief eingebrannt“ habe.
Die abschließende Frage, wie Ahlheim zu Ratschlägen stehe, die moderne Erziehungsratgeber verbreiten – wie beispielsweise Jedes Kind kann schlafen lernen –, beantwortet sie mit der Überzeugung, dass man sein Kind damit wohl tatsächlich zum Schlafen bringen könne, aber man wisse nicht „um den Preis welcher Ängste“ oder auch welcher Wut. Das Kind könne im Säuglingsalter noch keine Phantasien entwickeln und deshalb komme es unter Umständen zu einem „Sturm von Affekten“ und der bleibe „irgendwo“.
In ihrer Rezension der Haarer-Biografien bezeichnet die Psychoanalytikerin Sibylle von Eicke Johanna Haarer als „begabte Autorin“. Sie habe die „frühe Mutter-Kind-Beziehung […] in ihrer basalen Bedeutung erkannt und mit (politischer) Bedeutung aufgeladen“. Ihre Erinnerungen habe sie 1933 enden lassen und so geschrieben, „dass nicht das Geringste von dem durchklingt, was die frühen Texte so wirkungsvoll machte“. Die nämlich hätten „Hoffnung vermittelt – auf Zukunft, auf Zugehörigkeit und Geborgenheit in einem großen Volksganzen“. In dem von Ute Benz herausgegebenen Buch Frauen im Nationalsozialismus habe Benz Haarer „in eine Reihe mit prominenten NS-Frauen“ gestellt, „die vernetzt und flächendeckend die ‚Frauenfrage‘ im Sinne der herrschenden Ideologie beantworteten“, schrieb von Eicke. Abschließend zitiert sie Haarers Tochter Gertrud: „Das Leben in unserem Haus war keine Spazierfahrt.“

### Anne Kratzer
Mit der Bemerkung, noch die Enkel litten an den „zerrütteten Beziehungen“ durch eine „Erziehung, die gefühlskalte Soldaten“ und Mitläufer habe hervorbringen sollen, leitete die Psychologin und Journalistin Anne Kratzer 2018 ihre Analyse der Erziehung unter dem Hakenkreuz ein. Dabei bezieht sie sich bevorzugt auf Ergebnisse der Bindungsforschung, die in der Bindungstheorie zusammengefasst sind.
Kratzer verweist auf den noch immer aktuellen Bestseller von Annette Kast-Zahn, den die Verhaltenstherapeutin zusammen mit Hartmut Morgenroth unter dem Titel Jedes Kind kann schlafen lernen im Jahr 1995 verfasste und das drei Jahre später bereits in sechster Auflage erschien. Darin werden Ratschläge erteilt, wie sie aus den Haarer-Büchern bekannt sind. Wenn das Kind nicht schlafen könne, solle es, auch wenn es weine, nicht hoch- und in den Arm genommen werden. Andernfalls sei der „unerbittliche Haustyrann […] fertig“, zitiert Kratzer Haarers Behauptung aus dem Jahr 1934. Doch anders als zu Haarers Zeiten rege sich heutzutage Widerstand, und das bei weitem nicht nur in akademischen Kreisen. Die Frauenzeitschrift Brigitte beispielsweise bezeichnete das Buch von Kast-Zahn als „umstritten“ und erwähnte eine Petition an den Verlag anlässlich der Neuauflage von 2013 mit der Forderung, es vom Markt zu nehmen – allerdings bar jeder Erwähnung der historischen Wurzeln derartiger Ratschläge.
Klaus Grossmann, habilitiert in Psychologie und Verhaltensbiologie, machte darauf aufmerksam, dass die Schädlichkeit einer solchen Erziehung Psychoanalytikern und Bindungsforschern lange schon bekannt sei, in der Öffentlichkeit aber „ignoriert“ werde. Mirjam Gebhardt formuliert schärfer: „Die Kinderfeindlichkeit hat hierzulande Tradition.“

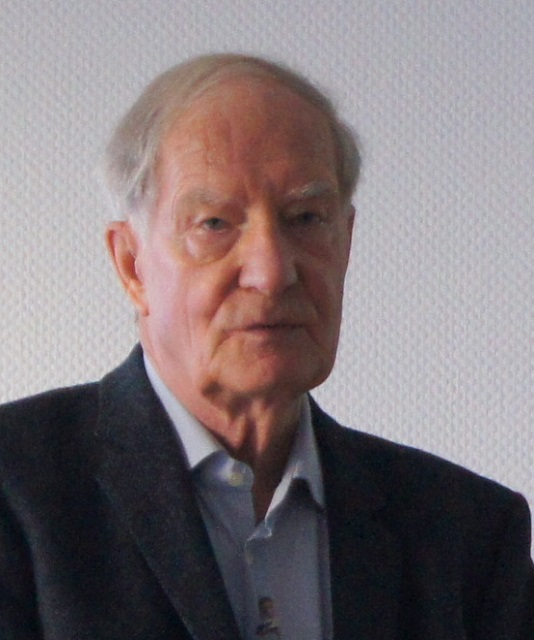
Hartmut Radebold (2014)

Kratzer benennt zahlreiche, teils krankheitswertige Phänomene, die Ärzte und Psychologen „mit der antrainierten Bindungs- und Gefühlslosigkeit in Verbindung“ brächten, doch lasse sich der „Einfluss Haarers höchstens am klinischen Einzelfall“ nachverfolgen. Dann fänden sich beispielsweise „Ekel vor dem eigenen Körper, strenge Essensregeln oder Beziehungsunfähigkeit“ als charakteristische Symptome. Sie erwähnt einen Patienten des Psychoanalytikers Hartmut Radebold. Die Mutter dieses Patienten hinterließ Aufzeichnungen über die Entwicklung ihres Sohnes, in denen sie akribisch „Gewicht, Größe oder die Häufigkeit des Stuhlgangs – aber kein einziges Wort über Gefühle“ notiert habe.
Im Auftrag des Bundesministeriums für Bildung und Forschung untersuchte die Soziologin und Psychoanalytikerin Ilka Quindeau von 2009 bis 2013 die Generation der Kriegskinder. Sie musste, so Kratzer, das Forschungsdesign ändern, weil in den Interviews nicht nur – dem Forschungsziel entsprechend – die Spätfolgen von Bombenangriffen und Flucht zur Sprache kamen, sondern auch derart häufig familiäre Erfahrungen mitgeteilt wurden, dass sie nicht hätten vernachlässigt werden können. Für diesen Teil der Forschungsergebnisse sei „ein Muster auffällig starker Loyalität mit den Eltern“ festzustellen gewesen. Darüber hinaus finde, so Quindeau, „nirgendwo sonst in Europa“ ein derart intensiver Diskurs über die Kriegskindheit statt wie in Deutschland, obwohl es Zerstörung und die damit einhergehenden Erfahrungen auch andernorts gab.
Um zu verstehen, warum Mütter überhaupt solche Ratschläge befolgen, zieht Kratzer Radebold zu Rate. Für den Erfolg von Haarers Büchern erinnert er an zwei Gruppen. Eine sei „besonders stark mit dem NS-Regime identifiziert“ gewesen und eine zweite würde von jungen Frauen gestellt, die nicht selten aufgrund des Ersten Weltkrieges selbst aus zerrütteten Familien kamen und denen deshalb die Erfahrung einer „guten Beziehung“ gefehlt habe. Wer „allein, überfordert und verunsichert“ war, könne „besonders anfällig für Haarers Erziehungspropaganda“ gewesen sein. Zudem wird an die schon lange zuvor strenge Erziehung erinnert, welche die preußischen Tugenden hervorbringen sollte.
Bindungsforscher unterscheiden und beschreiben vier Bindungstypen des Kindes, darunter sicher und unsicher gebundene Kinder. Die einen können auf eine haltgebende Erfahrung zuverlässiger Beziehungen zu den Eltern zurückgreifen, die anderen können das nicht. Für ihre Forschungen verwenden sie unter anderem den sogenannten Fremde-Situations-Test. Nimmt dabei ein kleines Kind zur Kenntnis, wenn die Elternfigur den Raum verlässt und das Kind für kurze Zeit einer Trennung aussetzt, ist es irritiert oder weint, kann sich aber recht bald wieder beruhigen, gilt es als „sicher gebunden“. Ganz anders verhalten sich unsicher gebundene Kinder, die entweder gar nicht reagieren oder aber weinen und sich dann nicht mehr beruhigen können. Im Verlauf seiner interkulturellen Forschungen entdeckte Grossman, dass in Deutschland das Ausbleiben irgendeiner Reaktion des Kindes auf die Trennung als positives Zeichen wünschenswerter Unabhängigkeit interpretiert wurde. Das war in anderen, ebenfalls westlichen Ländern nicht der Fall.
Grossmann, ehemaliger Lehrstuhlinhaber an der Universität Regensburg und seit 2003 emeritiert, und seine Frau Karin hatten 1974 eine Längsschnittstudie über die Bindungsentwicklung von Kindern auf den Weg gebracht, an der sich über die Jahre zahlreiche Forscherinnen und Forscher beteiligten. Von den vielen Veröffentlichungen, die diese Studie zu ihren Ergebnissen und darauf aufbauenden Beratungskonzepten und Vorschlägen für geeignete therapeutische Interventionen hervorbrachte, findet sich ein kleiner Teil von Grossmann und seiner Frau in einem Tagungsband aus dem Jahr 1988 unter dem Titel Die Bedeutung der frühen Mutter-Kind Beziehung. Sie fanden heraus, dass in 80 Prozent der Fälle das Bindungsverhalten der Kinder dem der Eltern entsprach. Die Weitergabe von Bindungsverhalten über Generationen hinweg konnte, so Kratzer, in einer Metaanalyse aus dem Jahr 2016 durch ein Forscherteam um Marije Verhage von der Universität Amsterdam bestätigt werden. Wie diese transgenerationale Weitergabe geschieht, ist noch weitgehend unbekannt, doch biologische Faktoren scheinen an diesen Prozessen ebenfalls beteiligt zu sein.

### Sigrid Chamberlain
Sigrid Chamberlain ist eine 1941 geborene Soziologin und Politikwissenschaftlerin. Bekannt wurde sie durch das von ihr verfasste Buch Adolf Hitler, die deutsche Mutter und ihr erstes Kind. Es handelt sich um ein anthropologisches Sachbuch, das 1997 in erster und 2016 in sechster Auflage erschien.
Chamberlain, deren Eltern überzeugte Nationalsozialisten waren, habe sich, so Barbara Tambour in ihrem Interview, „einen Großteil ihres Lebens mit dem Thema Erziehung“ befasst. Dabei kam sie u. a. zu folgender Erkenntnis:

„Ein Kind, das vom Beginn seines Lebens an einer nationalsozialistischen Erziehung unterworfen wird, wächst auf mit einer tiefen und immer ungestillten Sehnsucht nach Verbundensein, was es nie kennengelernt hat. Diese immer virulente Sehnsucht nach etwas Unbekanntem macht es anfällig für Hörigkeitsverhältnisse und symbiotische Verstrickungen; es ist prädestiniert dafür, den angeblich magischen oder hypnotisierenden Augen eines Menschen zu erliegen, der vorgibt, es zu verstehen und ihm verspricht, es in einer größeren Gemeinschaft, zum Beispiel der Volksgemeinschaft, aufgehen zu lassen.“

Chamberlain arbeitete unter anderem in Kinderheimen und Obdachlosensiedlungen. Sie ist verheiratet, hat drei inzwischen erwachsene Kinder – darunter ein Pflegekind – und lebt in Frankfurt am Main.

#### Adolf Hitler, die deutsche Mutter und ihr erstes Kind
Chamberlains Buch befasst sich mit den Erziehungsmethoden im Nationalsozialismus und der frühen Nachkriegszeit. Es werden nicht nur die seinerzeit angestrebten Ziele, sondern auch sowohl die unmittelbaren als auch die Spätfolgen dieser Erziehung beschrieben, die prägend für die in dieser Zeit geborenen Kinder waren.
Chamberlain bezieht sich im Wesentlichen auf die beiden Erziehungsratgeber von Haarer, zieht aber gelegentlich auch das Kinderbuch heran, um ihre Thesen zu belegen. Ihr Buch reiht sich in eine große Zahl wissenschaftlicher und populärwissenschaftlicher Veröffentlichungen ein, die sich insbesondere seit den 1990er Jahren aus je verschiedenen Blickwinkeln mit dem innerseelischen Erbe der nationalsozialistischen Diktatur befassen. Es sei an der Zeit, so der Klappentext, sich mit der Tatsache auseinanderzusetzen, „dass der Großteil der im Dritten Reich und in den Nachkriegsjahren Geborenen ins Leben entlassen wurde mit frühen nationalsozialistischen Prägungen, ohne sich jemals dieser Tatsache und ihrer möglichen Folgen bewusst geworden zu sein“.
Der Sozialwirt und Journalist Jan Feddersen schrieb in der Berliner Tageszeitung taz im Mai 2005 anlässlich des Muttertages unter dem Titel Ungemütlicher Tag:

„Chamberlain hat über den Mutterkult eine erhellende Arbeit geschrieben. […] Ihre Arbeit ist insofern besonders verdienstvoll, als sie das Bild der Frau unter und im Nationalsozialismus nicht eingeengt verstanden wissen will als Führergläubige, BDM-Mädel oder Kriegerwitwe, die ihre bis dahin gültigen Lebensromane notgedrungen mit dem 8. Mai 1945 beenden mussten. Der Blick der Autorin eröffnet vor allem eine Perspektive auf das, was heute – beispielsweise neulich in einem Journal der Zeit – so lapidar wie falsch als Stunde null gilt, vor allem aber auf die Jahre danach.“

Er zitierte Radebold: „Mit dem Ende des Krieges war der Krieg nicht zu Ende.“ Dass die „Moral des Nationalsozialismus“ ihre Geltung behielt, belege Chamberlains Studie „deprimierend mächtig“. Haarers Bücher bezeichnete er als „fast obszöne Ratgeberliteratur – eine mit dem Gestus des Vernünftigen, Modernen formulierte Anleitung zur Kaltherzigkeit und zur Beziehungsarmut“.
Auf der Internetplattform Zukunft braucht Erinnerung schrieb Katharina Schäfer im März 2006: Was Chamberlain zutage förderte, „räumt auf mit der Legende, es habe in Deutschland ein familiäres Abseits von Auschwitz gegeben“.

##### Die deutsche Mutter und ihr erstes Kind
Das Buch umfasst in seiner Erstausgabe insgesamt 297 teils bebilderte Seiten. Ein gesonderter Abschnitt enthält 75 Anmerkungen, das Literaturverzeichnis 200, fast ausnahmslos wissenschaftliche Quellen. Die ersten vier Kapitel titelt Chamberlain mit Haarer-Zitaten (S. 15–174). Es schließen sich Betrachtungen über den „nationalsozialistischen Typus“ an (S. 175–184), der „Versuch einer Auseinandersetzung“ über die Frage, ob „überzeugte Nazis ‚liebevolle‘ Eltern sein“ konnten (S. 185–192), einige „Anmerkungen zu Adolf Hitler“ (S. 193–204) und schließlich ein Nachwort von Gregor Dill (S. 205–208).

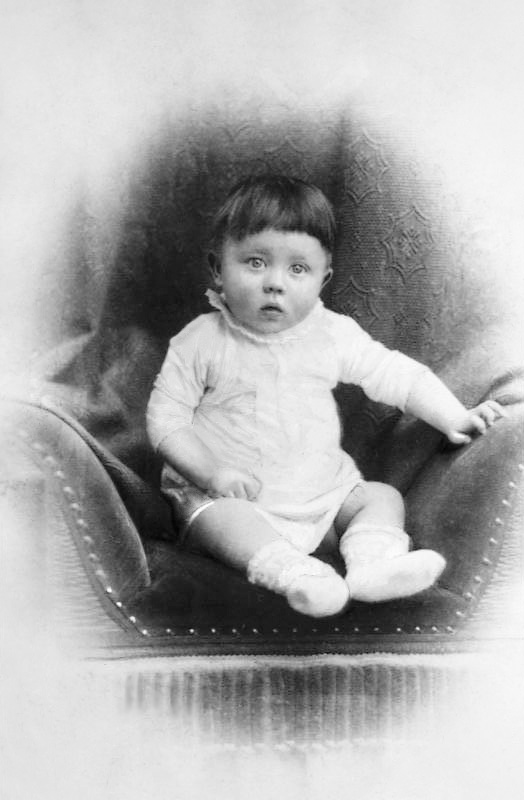
Adolf Hitler (um 1890)

Mit ihren ersten Zeilen in der Einleitung zitiert Chamberlain Adolf Hitler:

„Er (der Staat, d.V.) hat seine Erziehungsarbeit so einzuteilen, dass die jungen Körper schon in ihrer frühesten Kindheit zweckentsprechend behandelt werden und die notwendige Stählung für das Leben erhalten.“

Wenig später tritt sie, wie in ihrem Buch mehrfach, einer Legendenbildung entgegen: der Annahme, dass „Hitler ein einzelner war“ und der allgegenwärtigen Verleugnung nach 1945, dass der Nationalsozialismus der „Befindlichkeit vieler Menschen entsprach“.
Trotz der Jahre, die ins Land gingen, seien Haarers Bücher „noch kaum wirklich kritisch analysiert“ worden, obwohl vereinzelt durchaus die propagierten Erziehungspraktiken in den Blick genommen wurden. Dies sei jedoch meist im Rahmen psychoanalytischer Erwägungen geschehen. Beispielsweise zitiert sie den Psychoanalytiker Lutz Rosenkötter aus dem Jahr 1979: „Von besonderer pathogener Bedeutung ist die Identifizierung von Müttern mit einer Weltanschauung der Härte und Unnachsichtigkeit gegenüber Schwachen.“
Für die Recherche zu ihrem Buch suchte Chamberlain per Zeitungsannonce Kinder von Funktionärinnen und überzeugten Nationalsozialistinnen. Es sei schwer gewesen, Anzeigen zu platzieren. Ablehnungen wurden zum Teil damit begründet, dass es sich bei ihrem Thema „um ein viel zu heißes Eisen […] handele“.
Bei ihren theoretischen Erwägungen bedient sich Chamberlain bevorzugt der Ergebnisse der Säuglings- und Kleinkindforschung und der Erkenntnisse, die in der Bindungstheorie zusammengefasst werden. Sie ergänzt mit Ausschnitten aus den Fallgeschichten ihrer Interviews und veranschaulicht damit die Ergebnisse der Forscher an Einzelfällen.
Chamberlain räumt ein, parteilich zu sein. Auch mangele es ihrem Buch an „Ausgewogenheit und Vollständigkeit“. Sie wolle zu Thesen finden und dazu beitragen, eines Teils dessen gewahr zu werden, „was an Zerstörerischem über Jahrzehnte hinweg untergründig und unbewußt weitergegeben wurde“.

##### „Alles was wir tun, tun wir letzten Endes für das Kind“
In ihrem ersten Kapitel, das umfangreicher als alle anderen ist, entfaltet Chamberlain die Haltung, mit der Mütter ihren Kindern nach Haarer zu begegnen hätten, um das Ziel bedingungslosen Gehorsams zu erreichen. Das Kind solle seiner Unvollkommenheit entkommen und sich dem nationalsozialistischen Ideal der Vollkommenheit annähern.
Vier Kinder solle eine Mutter bekommen und bei der Wahl des Ehemannes auf „das gesunde Erbgut“ achten. Ein „rassebewusstes Ehepaar“ entsprach dem Ideal. Einen Wert an sich vermochte Haarer einem Kind nicht beizumessen. Die Mutter „schenkte es dem Führer“. Weil die Kinder keine Wertschätzung als Person erfuhren und nach dem Krieg „durch ihre bloße Existenz“ an die beschämende Vergangenheit erinnerten, hätten nicht wenige von ihnen ein drängendes Gefühl entwickelt, „sich permanent entschuldigen zu müssen“, ohne zu wissen, wofür. Kinder, die zur Anpassung nicht bereit waren, wurden in Heimerziehung gegeben – auch nach dem Krieg und dann fast immer in die Hände desselben Personals wie zuvor.
Die Empfehlung Haarers, Mutter und Kind nach der Geburt für 24 Stunden zu trennen, habe für beide gravierende Folgen. Das Neugeborene, taktiler Reize dringend bedürftig, laufe Gefahr zu sterben. Der Saugreflex, etwa 20 Minuten nach der Geburt am stärksten ausgeprägt, lasse nach, wenn das Baby nicht gesäugt werde, und so könne es Schwierigkeiten bei der Nahrungsaufnahme entwickeln. Darüber hinaus hätten Säuglingsforscher herausgefunden, dass sich ein Neugeborenes etwa eine Stunde nach der Geburt für die Dauer von etwa einer Stunde in einem besonderen Zustand der „ruhigen Aufmerksamkeit“ befinde, in dem es Kontakt zur Mutter aufnehme, um danach in einen tiefen Schlaf von etwa drei bis vier Stunden zu fallen. Werde diese – einer Prägung ähnlichen – Phase nicht genutzt, bleibe das für die Beziehung zwischen Mutter und Kind nicht ohne Folgen. Bei der Mutter fördere frühes Anlegen die Milchbildung. Darüber hinaus habe sich gezeigt, dass Mütter, die nach der Geburt vom Kind getrennt wurden, später wenig einfühlsam auf das Kind reagierten.
Haarers Anleitung, wie der Säugling zu tragen sei – nämlich möglichst körperfern –, ziele auf die Absicht, den sowohl für die körperliche wie auch die seelische Entwicklung so wichtigen Körperkontakt zwischen Mutter und Kind weitestgehend zu unterbinden. Für die Mutter sei er „lästig“, für das Kind „schädlich“. Dieser Überzeugung Haarers stellt Chamberlain die Erkenntnisse des Bindungsforschers Daniel Stern gegenüber, der allgemein auf die lebenswichtige Funktion des Körperkontaktes hinwies und im Besonderen mitteilte, dass direkter Bauchkontakt ein beunruhigtes Kind am besten beruhigen und trösten könne. Umarmungen, die Haarer ablehne, weil sie der Verweichlichung dienten, würden, so Stern, für das Baby „die Welt begrenzen“, es auch seiner eigenen Grenzen immer wieder versichern, ihm Halt und Orientierung geben und es als Person konstituieren. Was Haarer dem Kind vorenthalte, bereite laut Chamberlain „einen Typus vor, der aufgrund der eigenen unsicheren Grenzen und des immer fragmentarisch gebliebenen Selbst nie den Anderen, gar den Fremden, neben sich wird bestehen lassen können“.
Weinen sei „das wichtigste Signal“, das ein Baby aussenden könne. Es werde von Haarer ausschließlich als „Geschrei“ entwertet, das – vorausgesetzt, es lägen keine „Pflegefehler“ der Mutter vor – nur dem „Zeitvertreib“ oder einem „Kräftemessen“ diene, dem keinesfalls nachzugeben sei, weil sich das Kind andernfalls zu einem Tyrannen entwickle. Dass ein Baby schreien könnte, weil es „vielleicht beunruhigt, erschreckt, verstört, einsam, traurig oder trostbedürftig“ sei, finde bei Haarer mit keinem Wort Erwähnung. Da das Kind in solchen Fällen allein gelassen werden solle, werde es von Anbeginn seines Lebens einer „Todesangst“ ausgesetzt, wie der Schweizer Familientherapeut Franz Renggli in seinem Buch Angst und Geborgenheit beschrieben habe.
Zu den Techniken, mit denen das Kind zu einem Menschen erzogen werden solle, der sich später ohne Störung in den Volkskörper eingliedert, gehörten spezifische Anweisungen zur Verweigerung von Beziehung und Kommunikation. In diesem Zusammenhang handelt Chamberlain die Themen Blickkontakt, Sprechen, Gesten und den Geruch des Babys ab.
Die Augen seien dem Baby „das Fenster zur Seele der Mutter“, schreibt Chamberlain, sich auf Stern beziehend, der die mütterlichen Augen als den „wahren Lebensfunken“ bezeichnete. Der Blick der Mutter werde für das Kind zu einem Spiegel, ohne den es sich nicht als Person wahrnehmen und zu gutem Selbstwertgefühl finden könne. Stern nenne es die „Expertenschaft“ des Kindes, mit der es schon zu Beginn seines Lebens lerne, anderer Menschen „Gefühle und Absichten zu entziffern“. Haarer dagegen habe aus den Augen der Mutter etwas Bedrohliches gemacht, das kontrollieren und lenken solle und damit der Unterwerfung diene. Werde der Blickkontakt verweigert, stürze das Kind in Verzweiflung und Hoffnungslosigkeit. Der Psychoanalytiker Arno Gruen habe berichtet, dass „bei Säuglingen, die dem plötzlichen Kindstod erlagen, der ‚Augentanz‘ zwischen Mutter und Kind als der grundlegende Akt des Austausches zwischen ihnen und in der Folge die Selbstvergewisserung des Kindes nicht gelungen“ sei.

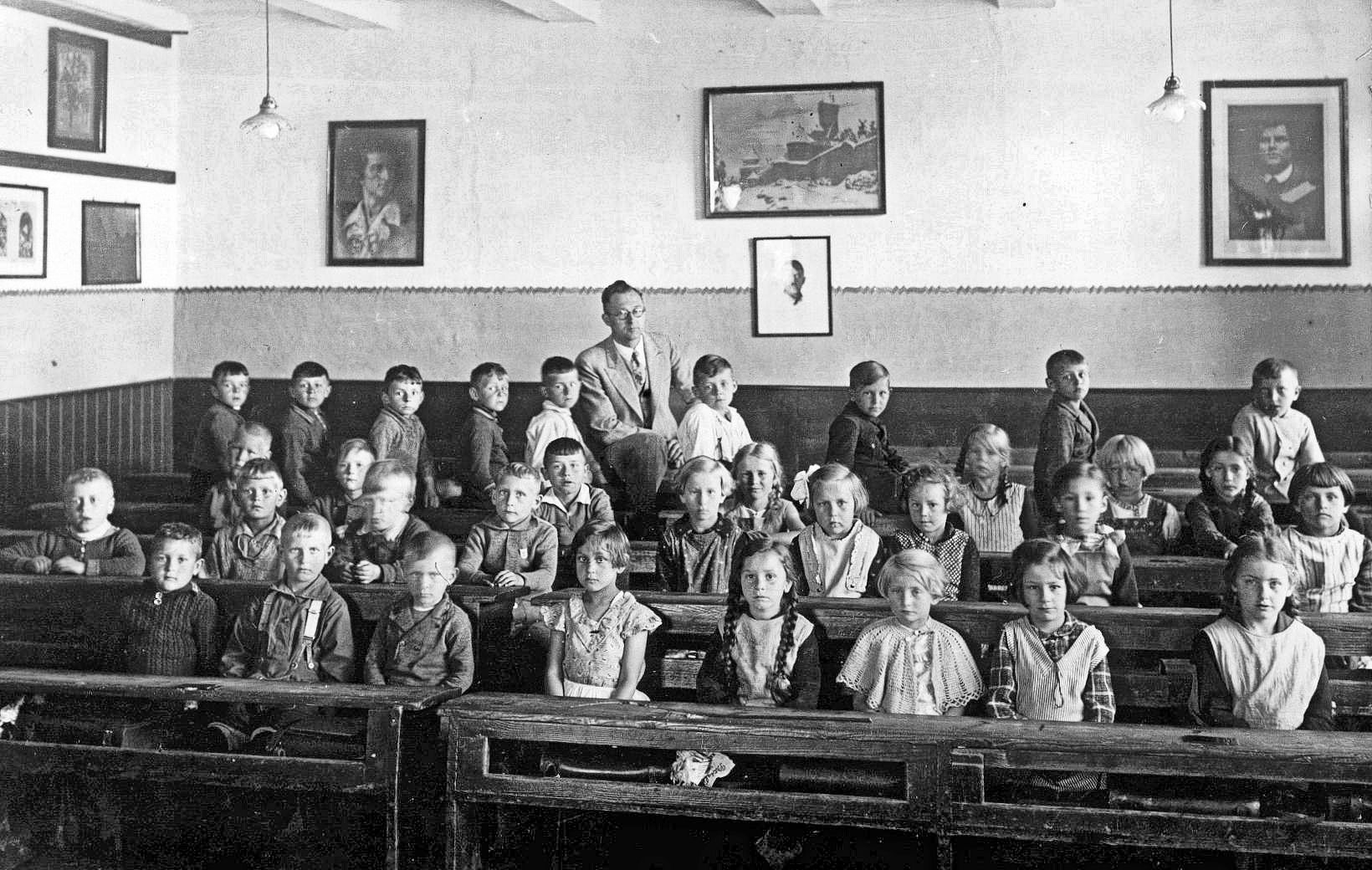
Schulkinder in Haynrode

Die Stimme der Mutter sei dem Neugeborenen eine „Vorliebe“ und ihm schon aus dem Mutterleib bekannt. Kindersprache, von Haarer abgelehnt und verhöhnt, bringe ein „weiches Sprechen“ hervor und werde von Eltern „normalerweise ganz intuitiv“ verwendet. Stern gehe davon aus, dass der „Evolutionsprozeß das elterliche Verhalten so geprägt“ habe, dass „es sich den auditiven Vorlieben des Kindes“ anpasse. Nur wenn sich die Mutter auf die Hörbedürfnisse des Kindes einstelle – Eva Jaeggi spricht in diesem Zusammenhang von dem „Resonanzbegehren“ des Kindes –, rege sie zum Dialog an und dann antworte das Baby auch – mit „Gurrlauten“, Gebärden und Gesichtsausdruck. Auf diese Weise, so Stern, beginne das Kind das „Prinzip von Rede und Gegenrede“ als „fundamentale Regel“ für ein Gespräch zu erlernen. Das aber, sagt Chamberlain, solle ein nach Haarer erzogenes Kind gar nicht lernen, es habe nichts zu sagen, sondern auf Befehl mit Gehorsam zu reagieren. Es solle seine Mutter auch nicht mit dem Kosewort Mama ansprechen, sondern Mutter zu ihr sagen. Da Sprechen Einfluss auf den Bewegungsablauf des Menschen nehme, bewege sich das Baby im Rahmen der Nachahmung im einen Fall „weich, rund und fließend“, im anderen Fall „stramm und zackig“. Der fehlende Dialog zwischen den Kriegskindern und ihren Eltern sei nicht allein in dieser Spracherziehung begründet, habe aber, davon ist Chamberlain überzeugt, dazu beigetragen.
Der Reinlichkeitserziehung habe Haarer in ihrem Buch mehr Platz eingeräumt als jedem anderen Thema. Reinlichkeitsgebote würden zwar rational mit Hygiene und Gesundheit des Babys begründet, Chamberlain geht jedoch davon aus, dass Haarer sich vor dem „von Natur aus unreinlich[en]“ Baby ekle. Das sei fatal, weil das Baby spüre, dass der Ekel ihm gelte. Haarer „kann Kinder nicht riechen“, behauptet Chamberlain und dafür ließen sich zahlreiche Beispiele finden, u. a. in der kategorischen, aber falschen Behauptung, ein „richtig gepflegtes Kind riecht nicht“. Das Baby seinerseits erkenne die Mutter an ihrem Geruch bereits am fünften Lebenstag. Für das Windeln ebenso wie später für die Gewöhnung an den Topf fordere Haarer, wie immer, feste Zeiten. Eine Sitzung solle „nicht länger als zehn Minuten“ dauern. Auch hier triumphiere, so Chamberlain, „die Macht des Stärkeren“.
Der Kulturtheoretiker Klaus Theweleit habe in diesem Zusammenhang von einer „Trockenlegungsmühle“ gesprochen, die dazu führe, dass dort, „wo andere Menschen ihre Haut haben“, einem unter diesen Umständen behandelten Kind „ein Panzer wachsen“ würde. Theweleit hatte in seinem mehr als tausend Seiten umfassenden, zweibändigen Werk Männerphantasien ausführlich die Charakteristika eines „faschistischen Typ[s]“ beschrieben.
Weil auch die Angst vor Ungeziefer – speziell Läuse – und Geschlechtskrankheiten von Haarer systematisch geschürt und ein Vorkommen als „persönliches Versagen“ gewertet wurde, sei sowohl der eigene Körper als auch der anderer Menschen den Kindern und später oft auch den so beeinflussten Erwachsenen fremd und potentiell bedrohlich geblieben. Ein gesundes und unbefangenes Körpergefühl habe sich auf diese Weise oft nicht entwickeln können.
Schließlich widmet sich Chamberlain den Forderungen Haarers im Zusammenhang mit dem Essen und dem Bewegungsdrang des kleinen Kindes. Auch dabei stünden für Haarer nicht der Säugling und seine Bedürfnisse im Mittelpunkt, sondern die Mutter und ihr Erziehungsauftrag. Wie andere Themen werden auch diese bevorzugt unter Aspekten von Pünktlichkeit und Regelmäßigkeit abgehandelt, erneut mit strengen Zeitvorgaben.
Ein Stillvorgang habe nicht länger als 20 Minuten, eine Fütterung mit Flasche nicht länger als 10 Minuten zu dauern. Wenn Haarer über das Stillen schreibe, ändere sich teilweise ihre Sprache und werde geradezu „pathetisch“. Doch wenn das Kind nicht ordentlich esse und Schwierigkeiten bereite, gelte es, den „Widerstand zu brechen“. Dann solle es hungern. Essen verkomme unter Haarer zu einem „Machtmittel“ und werde dazu benutzt, das Kind zu unterwerfen. Stern dagegen beschreibe Hunger als eine „überwältigende Erfahrung“, die für das Kind alles ändere und es in einen chaotischen Zustand versetze. Lernt das Kind, sich anzupassen, verliere sein „innerer Kompaß“ zunehmend seine richtungweisende Funktion, so dass es Gefahr läuft, als erwachsener Mensch anfällig für Manipulationen zu werden.
Wenn das Kind zu krabbeln und später zu laufen beginne, sei es nach Haarer im Ställchen gut aufgehoben, das am besten weit weg und so aufgestellt werde, dass das Kind die Mutter nicht störe. Es könne auf diese Weise unbesorgt auch für längere Zeit allein gelassen werden. Diese Empfehlungen ließen völlig außer Acht, dass nicht nur der Bewegungsdrang des Kindes eingeschränkt, sondern es zugleich an wichtigen Entwicklungsschritten gehindert werde. Mit dem Zugewinn der Fähigkeit einer selbständigen Fortbewegung sei das Kind in die Lage versetzt, sich nach eigenem Belieben von der Mutter zu entfernen oder sich ihr wieder anzunähern. Seine Neugier helfe, die Mutter los zu lassen und seine Umgebung zu erkunden. Das setze eine sichere Bindung voraus und das Vertrauen, die Mutter an dem Ort wieder vorzufinden, an dem es sie verließ. Unter diesen Bedingungen könnten sich nach und nach Selbstvertrauen und Selbstsicherheit entwickeln. Daran gehindert und erneut mit „lange[n] Zeiten des Alleinseins“ der „mütterlichen Willkür“ ausgesetzt, werde das Kind auf Gefühle der Verlorenheit zurückgeworfen. In der Folge seien „scheinbar so vernünftige[…], anspruchslose“ und doch „in Wahrheit zutiefst resignierte Kinder“ zu beobachten. Sie seien besser geeignet für die Integration in Organisationen, „in denen Eigeninitiative und Selbständigkeit nicht gefragt“ seien.
Da Haarers Erziehungsratgeber die Absicht verfolgte, Kinder tauglich für das System und zugleich untauglich für persönliche Beziehungen zu machen, schließt Chamberlain einen Exkurs in die Unterschiede von Kameradschaft und Freundschaft an.

„Freunde stehen in einer direkten Beziehung zueinander. Kameraden hingegen tun das nicht. Sie sind nicht unmittelbar miteinander verbunden sondern auf dem Umweg über eine Ideologie, einen Führer, ein Idol oder über Symbole, an die jeder einzelne symbiotisch gekettet ist, ohne die er ein Nichts ist.“

Im Nationalsozialismus sei Kameradschaft ein „hochbesetztes, heiliges Wort“ gewesen. Es habe der Sippenhaftung ebenso Vorschub geleistet wie es einen Menschen der Bestrafung durch die Gruppe preisgab – beispielsweise einem sogenannten Watschenkampf. Kameradschaft habe in dieser Zeit nicht gegenseitiger Hilfe und Unterstützung gedient, sondern sei dazu benutzt worden, „vollständige Unterwerfung des einzelnen zu erzwingen“. Freundschaft dagegen sei verpönt gewesen und wurde absichtsvoll zerstört, weil sie hätte „zu einer kleinsten subversiven Einheit werden“ können.
Ihren letzten Abschnitt im ersten Kapitel widmet Chamberlain der Frage, welche Folgen es hat, wenn Kindern der Spielraum fehlt. Zahlreiche Autoren haben auf dessen psychologische und soziale Bedeutung in wörtlichem und übertragenen Sinn hingewiesen. Chamberlain greift noch einmal das Ställchen auf, in dem Kinder nicht nur kurz, sondern nach Haarer „halbe Tage und länger“ verbleiben sollten. Für Säuglingsforscher sei der Spielraum jener Ort, an dem das Kind „frei seiner Aufmerksamkeit und seinen Interessen folgen“ könne und in seelischem Gleichgewicht „Initiativen ergreifen und deren Wirkung beobachten“ dürfe. Wenn das Kind dabei nicht frei von äußeren Zwängen und eigenen Triebbedürfnissen sei, könne das, so Martin Dornes, „Resultat einer Entwicklung sein […], in welcher der Spielraum für die freie Entfaltung des Selbst zu klein war“. Er habe den Spielraum definiert als einen privaten Raum, in dem das Kind „nicht von innen oder außen determiniert“ werde. Da Haarer den Tagesablauf des Babys streng reglementiert wissen will und das Kind auch räumlich in seiner Entfaltung behindert werden soll, bleibt ihm kein Raum zur freien Entfaltung seiner Persönlichkeit. Haarer äußere sich erfreut, wenn das „planlose Herumhantieren“, wie sie das kindliche Spiel nennt, endlich einem Kopieren des Erwachsenen weiche.

##### „Jedes Kind ist eine Schlacht“
Haarer habe das Kind als einen Feind erlebt. Die am häufigsten einem Baby oder Kleinkind zugeschriebenen Eigenschaften seien „unsauber bzw. unrein, unstet, zerstörerisch und gierig“ gewesen, so Chamberlain. Darüber hinaus werde es von bösen Absichten getrieben. Alle Kinder seien letztlich schwererziehbar und ohne Kampf gehe es nicht. In diesem Zusammenhang zitiert Chamberlain erneut Adolf Hitler: „Wer leben will, der kämpfe also, und wer nicht kämpfen will, verdient das Leben nicht.“
Haarer schüre, so Chamberlain, die Phantasien der Mütter über ihre Kinder, die für die Mutter-Kind-Beziehung eine „ungemein gestaltende Kraft“ hätten. Sie zitiert Dornes: „Der Druck der Phantasien überformt die Wahrnehmung und macht die Mutter unfähig, die Signale ihres Kindes differenziert zu lesen und zu beantworten.“ Die mütterlichen Phantasien, die sich nonverbal vermittelten, nehme das Baby wahr und prägten das Bild, das sich das Kind allmählich von sich selbst macht. Sein Selbstbild nehme schließlich Einfluss auf seine Persönlichkeitsentwicklung. Werde das Kind aber von der Mutter als Projektionsfläche verwendet, laufe es Gefahr, sich mit der Projektion zu identifizieren.

„Wir haben schon darauf hingewiesen, daß es sehr oft schon frühzeitig zu förmlichen Kraftproben zwischen Mutter und Kind kommt. Sie in der richtigen Weise zu bestehen, ist das Geheimnis aller Erziehung. […] Auch das schreiende und widerstrebende Kind muß tun, was die Mutter für nötig hält und wird, falls es sich weiterhin ungezogen aufführt, gewissermaßen ‚kaltgestellt‘ […]“

Weil Haarer empfehle, das Kind ggf. auch in einen dunklen Raum zu „verbringen“, damit es sich angeblich beruhigen könne, erinnert Chamberlain in diesem Zusammenhang an die Bedeutung, die es für ein Kind gerade in Zeiten des Krieges oder kurz danach hatte, in einen dunklen Raum eingesperrt und mit seiner Angst allein gelassen zu werden. Das müsse Erinnerungen an die „Panik in dunklen Bombenkellern, in dunklen Zugwaggons auf der Flucht oder beim Sich-Verstecken in dunklen Wäldern, auf dunklen Dachböden und in dunklen Ecken beim Einmarsch der ‚feindlichen‘ Truppen“ geweckt und „alte Kriegsängste reaktiviert“ haben.
Die geforderte Unterwerfungsleistung habe das Kind auf Dauer nur erbringen können, wenn es Selbstbeherrschung lernte. Tapfer habe es sein sollen und darauf hätten Mutter und Kind dann stolz sein können. Auch „runterschlucken“ sollte das Kind lernen, „nicht nur ungeliebte Speisen und Schmerz, Angst oder Ärger“, sondern auch „Empörung über ungerechte Behandlung“. Hitler habe gefordert, „Unrecht schweigend zu ertragen“, und das bedeute auch, so Chamberlain, über Unrecht zu schweigen, das anderen zugefügt wird.
Gesund zu bleiben, sei eine Pflicht gewesen und Krankheit Zeichen eines Versagens. Deshalb hätten Kinder Angst gehabt, zu zeigen, wenn sie sich krank fühlten, mit der Folge einer zunehmenden Entfremdung vom eigenen Körper. Haarer habe von der Mutter zwar gefordert, auf die Gesundheit des Kindes zu achten, andererseits aber sei „nicht jedes Leben erhaltenswert“.
Schließlich habe Haarer gegen die Großmütter polemisiert, die „nicht mehr in der Lage sind, der neuen Zeit zu folgen“. Bei ihnen suchten Kinder in ihrer Not Zuflucht, eigneten sich jedoch durch deren Intervention nur „schlechte Gewohnheiten“ an. Auch mit ihnen hätten Mütter Kämpfe zu bestehen. Sie sollten die Beziehung zur Großmutter zerstören, damit das Kind allein auf die Mutter fixiert bleibe. Das habe die „Gräben zwischen den Generationen aufgerissen“.

##### „In der Freiheit fühlen sich die Menschen leicht verlassen“
Johanna Haarer habe die Entwicklung eines Kindes zu einem eigenständigen Individuum verhindern und zugleich Anpassung an die Volksgemeinschaft fördern wollen. Deshalb befasst sich Chamberlain speziell mit den entwicklungspsychologischen Aspekten von Autonomie und Individuation. Fälschlich habe Haarer behauptet, der Säugling mache keinen Unterschied zwischen der Mutter und anderen Pflegepersonen und könne sie in den ersten sechs Monaten seines Lebens nicht einmal unterscheiden. Tatsächlich entstehe Bindung sehr viel früher. Von Geburt an erkenne das Baby Geruch und Stimme der Mutter, mit drei Monaten ihr Gesicht.
Jeder Erwachsene sei dem Kind recht, habe Haarer behauptet und sich nicht selten auf ihre eigenen Kinder bezogen. Dabei verkenne sie, dass Kinder, bei denen das der Fall sei, bereits Störungen entwickelt hätten. Das Ehepaar Grossmann habe in seinen Forschungen festgestellt, dass „es gerade die unsicher gebundenen Kinder sind, die nicht zeigen, daß sie die abwesende Mutter vermissen“. Sie hätten bereits gelernt, ihre wahren Bedürfnisse und Wünsche vor der Mutter zu verbergen. Sicher gebundene Kinder dagegen würden zu erkennen geben, wenn ihnen die Mutter fehle.
„Interessant“ hätten die Grossmanns gefunden, dass im Gegensatz zu vielen anderen westlichen Ländern besonders in Deutschland das Verhalten kleiner Kinder positiv beeindrucken würde, das als gestört im Sinne einer unsicheren Bindung bezeichnet werden müsse. Es werde fälschlich als Zeichen von besonderer Selbständigkeit gedeutet.
In besonderer Weise habe Haarer gegen den Körperkontakt zwischen Mutter und Kind argumentiert, der „lästig, schädlich, unzweckmäßig und folglich soweit irgend möglich zu vermeiden“ sei. „Unzählige Kinder dieser Generation“ hätten auf diese Weise einen „extremen Mangel an Körperkontakt erlitten“ und entsprechende Ängste – ohne sich dessen bewusst zu sein − weitergegeben. Die Weitergabe in die nachfolgende Generation habe der eigenen Behandlung oder auch seinem Gegenteil entsprechen können, so dass sich manche Eltern ihren Kindern geradezu aufgedrängt hätten.
In Haarers Sinn erzogene Kinder wären oft und lange sich selbst überlassen gewesen. Wenn mit ihnen – dem Rat Haarers folgend selten und nicht in Babysprache – gesprochen wurde, dann sei es oft zu hart, zu laut oder im falschen Ton gewesen. Dabei sei es wichtig, dem Baby sowohl Anregung als auch Reizschutz zu gewähren, was jedoch nur möglich sei, wenn die Mutter die Signale des Babys aufzunehmen bereit sei und sie auch richtig zu deuten verstehe. Haarers Ratschläge hätten dagegen entweder zu einer Unter- oder einer Überstimulierung geführt.
Säuglinge würden schon früh Erwachsene imitieren und auch Eltern imitierten ihre Babys. Auf diese Weise entstehe eine gesprächsähnliche Interaktion, was frühe „Vorläufer von Identifizierungsprozessen“ wären. Würden die Signale des Säuglings und seine Suche nach Nähe aber konsequent übersehen, „erstirbt etwas in ihm“ und nicht nur bestimmte Fähigkeiten, sondern „Lebendigkeit überhaupt“. Hospitalismusschäden könnten sich als Folge dessen herausbilden.

„Das Kind gerät so in einen Teufelskreis: Verweigerte Nähe führt zum Klammern, das Klammern provoziert Zurückweisung und weitere Verweigerung, was wiederum die ungestillte Sehnsucht des Kindes nach Nähe größer werden läßt. So wird das Kind zunehmend anfällig für unheilvolle Symbiosen.“

Chamberlain zitiert Dornes, der beschrieben habe, wie die Suche nach symbiotischer Nähe an die Stelle der Entwicklung eines gesunden Selbstvertrauens trete, das sich unter den von Haarer geforderten Bedingungen nicht entwickeln könne. Dazu bedürfe es einer Mutter, die nicht nur sich selbst, sondern auch ihrem Baby vertraue. Würden Momente „innigster Bezogenheit“ als symbiotisch bezeichnet, handele es sich „möglicherweise um einen irreführenden Sprachgebrauch“. Ausgeprägte symbiotische Wünsche und Phantasien wären das Ergebnis „einer gestörten, die Selbstregulierungsfähigkeit des Kindes übermäßig einschränkenden Eltern-Kind-Beziehung“, habe Dornes mitgeteilt.
Ein nach Haarer erzogenes Kind habe früh die Erfahrung machen müssen, dass es Selbständigkeit und Verbundenheit nicht gleichzeitig haben könne. So wachse das Kind beziehungslos auf und ziehe sich deshalb in die Symbiose zurück. Es habe sich entscheiden müssen zwischen der Mutter und einem eigenen Ich und da das Ich unter diesen Bedingungen nicht erstarken könne, gebe das Kind auf. Eine andere Möglichkeit habe es nicht.

##### „Zum Sterben sind die jungen Leute doch da“
Eine Sozialisation im Sinne Haarers forderte, das Streben nach Autonomie so früh als möglich zu zerstören, beginnend „mit der Zurückweisung des ersten NEIN-Sagens des etwa Einjährigen, dem Erprügeln von Gehorsam, den strengen Sauberkeitsforderungen oder dem körperlichen Zwang und dem Diktat der Uhr bei der Gewöhnung an den Topf“. Schon dem Baby habe, so Haarer, gezeigt werden müssen, dass alles, was es an Impulsen, Bedürfnissen und Fähigkeiten mitbrachte, falsch sei. Dies habe nicht nur ein tiefes Misstrauen in die Welt, sondern auch in sich selbst zur Folge gehabt. Dabei unterscheidet Chamberlain den Zwang, der im Zusammenhang mit der Defäkation ausgeübt wurde und den sie analen Zwang nennt, von einem sog. oralen Zwang, der beim Füttern das Kind festklemmt und es nötigt, den Mund zu öffnen, wenn die Mutter das will.
Neugier, kritisches Denken und eigenständiges Sammeln von Erfahrungen waren unerwünscht und entsprechend seien Haarers Erziehungsratschläge ausgefallen, die Denk- und Sprechverbote propagierten. Vorhandene intellektuelle Kapazitäten könnten auf diese Weise nicht ausgeschöpft werden, worauf das Ehepaar Grossman hingewiesen habe. Der Psychoanalytiker André Green sei zu einem ähnlichen Schluss gekommen – Begabungen könnten nicht genutzt werden, Lebenserfahrungen nicht reifen. Hitler forderte, die Lehrpläne der Schulen zugunsten sportlicher Ertüchtigung zu kürzen: „Der völkische Staat hat … seine gesamte Erziehungsarbeit in erster Linie nicht auf das Einpumpen bloßen Wissens einzustellen, sondern auf das Heranzüchten kerngesunder Körper.“
Mehrfach mache sich Haarer lustig über Kinder und das bedeute, sie zu beschämen. Sie nenne das Humor, doch sei ihr der Unterschied nicht geläufig. Ziel der Angriffe auf das Selbstwertgefühl sei jedes Zeichen von Schwäche gewesen. Hinzu kam, dass sich die Kinder im Falle von Bedrängnis nicht an ihre Mütter wenden konnten. Das galt als petzen und war verpönt. Sie sollten sich selbst wehren, doch das hätten sie nie gelernt, so Chamberlain. Allerdings habe Hitler mehrfach gefordert, das „deutsche Kind“ solle lernen, zuzuschlagen. Dies habe im Verbund mit dem Verbot, zu petzen, dazu geführt, dass Kinder mancher Drangsal durch Ältere schutzlos ausgesetzt waren.
Für das Volk sei das „schnellere und entschiedenere Zuschlagen“ wichtig, so Hitler, und das solle „schon früh geübt werden“, damit es in „entschlossenen Volkswillen“ einmünden könne. Wer zu schwach oder feige sei, müsse „verdientermaßen“ Schläge einstecken. In diesem Zusammenhang zitiert Chamberlain Hermann Rauschning mit dem „vielleicht bekanntesten Zitat Hitlers zu seinen Erziehungsvorstellungen“, das sich in dessen – allerdings in seinem Wahrheitsgehalt angezweifelten – Buch Gespräche mit Hitler findet:

„Meine Pädagogik ist hart. Das Schwache muß weggehämmert werden. In meinen Ordensburgen wird eine Jugend heranwachsen, vor der sich die Welt erschrecken wird. Eine gewalttätige, herrische, unerschrockene, grausame Jugend will ich. Jugend muß das alles sein. Schmerzen muß sie ertragen. Es darf nichts Schwaches und Zärtliches an ihr sein.“

Mütter hätten daraus das Anliegen abgeleitet, ihre Kinder mögen lernen, sich durchzusetzen, damit sie es leichter im Leben hätten, doch seien Kinder dadurch eher zu der Erkenntnis gelangt, ihr Leben und ihre Unversehrtheit wären nicht viel wert. Im Sinne einer nationalsozialistischen Erziehung, die dem „Aufputschen“ und „Anheizen“ dienen sollte, wurden bereits Babys chronisch in einem Spannungszustand gehalten, so dass sie einen Zustand relativer Spannungsfreiheit kaum oder gar nicht kannten. Ihre Gefühle, Befindlichkeiten, Bedürfnisse und Fähigkeiten hätten „eine vollständige Mißachtung“ erfahren, wodurch die Kinder lernten, später auch selbst darauf keine Rücksicht zu nehmen.
Da das Kind bei Hunger zu unbotmäßiger Zeit mit noch mehr Hunger und das vor Schmerz weinende Kind mit Schlägen bestraft wurde, habe es sich über die Zeit bemüht, die Wahrnehmung innerer Zustände möglichst „vollständig abzutöten“. Schon früh sei es Todesangst ausgesetzt worden und da sich auch die Mutter durch das Kind bedroht gefühlt habe, sei es zu einer schwierigen, durch Gefahr geprägten Mutter-Kind-Beziehung gekommen. Das Abtöten einer liebenden Beziehung habe der Bereitschaft dienen sollen, „Liebe zur Volksgemeinschaft, zu Führer, Fahne und Vaterland“ zu entwickeln und dafür „in den Tod zu gehen“. Gefordert war „die totale innere und äußere Selbstaufgabe bis hin zur Todesbereitschaft“.
Zur zusammenfassenden Beschreibung der Folgen dieser Erziehung beziehe sich Chamberlain in ihrem letzten, auf Haarers Bücher bezogenen Abschnitt ihres Buches auf eigene Erfahrungen und Beobachtungen und stütze sich „bewußt auf keinerlei Literatur“, zumal es „nur sehr wenige“ gebe. Im Rahmen ihrer Recherche hatte sie zahlreiche Interviews mit Angehörigen der betroffenen Generation geführt, auf die sie zurückgreifen konnte.
Viele dieser ehemaligen Kinder hätten es auch als Erwachsene schwer zu leben, manche berichteten von „völlig zerstörten“ Geschwistern. Fast alle würden das Gefühl haben, nicht bindungsfähig zu sein, oft auch den eigenen Kindern gegenüber. Es werde von häufigem Wechsel von Wohnort und Beziehungen berichtet und der Schwierigkeit, irgendwo heimisch zu werden. Manche hätten ein- oder gar mehrmals ihr ganzes Hab und Gut verkauft, um an anderem Ort neu anzufangen. Daneben seien Chamberlain Menschen begegnet, die das „scheinbare Gegenteil“ berichteten – lang anhaltende Beziehungen, oft unter Aufgabe eigener Interessen und „zu langes Festhalten an eigentlich unerträglich gewordenen Situationen“. Beides habe „wohl die gleiche Wurzel: Angst vor dem Verlassenwerden“.
Recht oft habe Chamberlain von der Unfähigkeit gehört, sich wohnlich und behaglich einzurichten. Wegen der immer wieder berichteten Schwierigkeit, sich zu erinnern oder den eigenen Erinnerungen zu trauen, hätten viele den Wunsch entwickelt, Menschen zu finden, die die Lücken füllen könnten. Körperliche Nähe sei für viele schwer zu ertragen. Weil es ein besonderes Problem darstelle, die eigene Mutter zu berühren, sei es „schwer oder gar nicht möglich, die Mutter zu pflegen“, wenn sie alt werde. Manche würden ihren eigenen Körper nicht spüren, selbst, „wenn sie eigentlich Schmerzen haben müßten“. Es könne geschehen, dass sie nicht registrieren, wenn sie krank und gar schwer krank werden. Beschwerden würden „permanent“ übergangen. Viele würden ihre Gefühle verbergen, weil sie es andernfalls als Niederlage empfinden und den „Triumph in den Augen des anderen“ fürchteten. Ein weinendes Kind zu trösten gelinge ihnen oft nicht. Sollte das Erleben heftiger Gefühle unvermeidbar werden, würden sie oft „nichts anderes als eine leere Starre“ spüren. In objektiv gefährlichen Situationen reagierten diese Menschen nicht selten vernünftig, klug und überlegt, andererseits berichten manche von Panikattacken beispielsweise beim Autofahren.
„Schlaflosigkeit, Alpträume oder nächtliches Aufwachen mit Gefühlen von Panik ohne ersichtlichen Grund“ würden als häufige Symptome berichtet, an die man sich zu gewöhnen habe. Manche würden so schlafen, „als müßten sie ständig aufpassen und auf der Hut sein“. Sich fallen lassen könnten sie nicht. Nein zu sagen falle schwer, manche würden das Wort Ich vermeiden. Es gebe Menschen, die als Kind Krieg und Flucht erlebten und doch daran keine Erinnerungen hätten. „Relativ viele sind arbeits- und berufsunfähig oder ‚bewußt‘ aus Ausbildung und Beruf ausgeschieden“, so Chamberlain. Viele hätten mehrere Versuche mit Psychotherapien hinter sich, „um das verschüttete Leben zu befreien“.
Nach Chamberlain hätten viele der zwischen 1931 und 1951 Geborenen eine „Primärstörung erlitten“, die sich nach ihrer Erfahrung nicht auswachse. Glücklicherweise aber hätten manche Menschen auch andere Erfahrungen gemacht, die helfen würden, diese Schäden „einzukapseln“.

##### Über den nationalsozialistischen Typus
Gegen Ende ihres Buches verlässt Chamberlain die konkrete Auseinandersetzung mit Haarers Erziehungsratgeber und ergänzt drei Kapitel allgemeinerer Art. Die nationalsozialistische Erziehung sei geeignet, einen spezifischen Menschentyp hervorzubringen, den Chamberlain in seinen Merkmalen beschreibt.
Weil das in dieser Erziehung sozialisierte Kind sich auch später als Erwachsener bemühe, seiner Bindungslosigkeit zu entkommen, seien diese Menschen prädestiniert dafür, „Zuflucht in unheilvollen Symbiosen zu suchen“. Das mache diesen Typus anfällig „für das Verschwimmen mit der formierten Masse“, denn darin werde ein Erleben möglich, scheinbar mit anderen verbunden zu sein.
Der nationalsozialistische Typus neige zur „Uniformierung des Aussehens“. Weil er in Kindertagen die Grenzen des eigenen Körpers nicht erfahren und den Körper nicht lustvoll besetzen konnte – im Erleben sei er „quasi ohne Haut […] geblieben“ –, habe er die Haut nicht als ein Kontaktorgan erfahren können. Deshalb seien die eigenen Körpergrenzen unsicher, und das mache ihn „anfällig für den Wunsch nach der Uniform, der Panzerung von außen“. Das gebe ihm Halt. Haltgebend wären auch uniforme, „zackige Bewegungen“, die Gleichförmigkeit schafften und die Illusion von Gemeinschaft nährten. Im Wunsch nach Uniformierung sei „ein aus dem vorgegebenen Rahmen fallen […] schlechterdings nicht vorstellbar“.
Das Fühlen wurde systematisch aberzogen und führte über die Zeit zu einem Absterben des Gefühlslebens, „zum inneren Totsein“. Das gehöre „unverzichtbar zum nationalsozialistischen Typus“, um Mitgefühl oder gar das verpönte Mitleid zu vermeiden. Eigene Gefühle zu haben, behindere die Verfügbarkeit. Innere Leere jedoch sollte nicht entstehen, weil sie die Gefahr eines Zusammenbruchs herauf beschwöre, und deshalb seien „Pseudogefühle in der Form von Sentimentalitäten, Pathos und Erregungszuständen erzeugt worden“. Gemeinsames Schwelgen in Sentimentalitäten lasse „die Masse sich ungeheuer einig fühlen“, es mache sie gleichzeitig aber „extrem manipulierbar“.
Der nationalsozialistische Typus sei weniger gehorsam als vielmehr konditioniert. Dazu gehöre auch die Treue, ggf. bis in den Tod. Und trotz des trügerischen Gefühls der Gemeinsamkeit bleibe er letztlich in seiner Sehnsucht ungestillt und einsam und als Einzelner wie in der Gruppe durch Andersartigkeit bedroht.

##### Konnten überzeugte Nazis liebevolle Eltern sein?
Bevor sich Chamberlain der Person Hitlers zuwendet, fügt sie unter dieser Frage den „Versuch einer Auseinandersetzung“ ein, den sie für nötig hält, weil sie bei ihrer Recherche auch anderes als Klagen über die Eltern erfuhr:

„Immer wieder wird, vor allem von Frauen, heftig und aggressiv bestritten, daß es so eine Erziehung, wie die hier beschriebene, durch Mütter überhaupt gegeben habe. Gelegentlich wird gesagt, dass es sich um Einzelfälle handelte, daß Haarer eine kranke Frau gewesen sei, den Einfluß ihrer Bücher dürfe man nicht überschätzen.“

Zunächst befasst sie sich mit der Hypothese, es habe Spaltungsphänomene gegeben, in deren Rahmen „Nazi-Väter während ihrer ‚Arbeitszeit‘ […] die grausamsten Dinge taten und […] zu Hause liebevolle […] Familienväter waren“. Sie stellt Tätergeschichten, wie beispielsweise das Ende von Joseph Goebbels, Opfergeschichten gegenüber und zitiert einen Abschiedsbrief von Rose Schlösinger. Göbbels habe am Schluss nur an sich gedacht, Schlösinger habe noch in der Stunde des nahen Todes versucht, ihrer Tochter etwas Gutes mit auf den Weg zu geben. Sie erinnert sie an Jochen Klepper, der seine Kinder mit in den Tod nahm, doch – ganz anders als Goebbels – in Demut und tiefer Verbundenheit mit ihnen.
Chamberlain stellt nicht in Abrede, dass es „Nazi-Väter und -Mütter“ gegeben habe, die ihre Kinder nicht geprügelt und sie ordentlich versorgt hätten, doch halte sie die von „manchen Wissenschaftlern“ als „liebevoll“ beschriebenen Eltern inzwischen für Ausnahmen. Das sei eine Legende, die der Verschleierung diene, zitiert sie den Psychotherapeuten Jürgen Müller-Hohagen. Judith Kestenberg habe im Vorwort zur deutschen Ausgabe des Buches Kinder der Opfer. Kinder der Täter mitgeteilt, dass viele Kinder „Angst vor ihren Vätern hatten, und sich von ihren Müttern im Stich gelassen fühlten“. Lutz Rosenkötter berichte im selben Buch, überzeugte Nationalsozialisten, die sich einer „Weltanschauung der Härte und Grausamkeit“ verpflichtet hätten und zugleich treusorgende Familienväter gewesen seien, möge es gegeben haben, charakteristisch aber sei dieser Typus nicht. Stattdessen würden sich „häufig die Forschungsergebnisse von Adorno und Mitarbeitern über die autoritäre Persönlichkeit“ aus dem Jahr 1950 bestätigen.
Die Folgen der Erziehung durch diese Eltern seien „tiefgreifend und nicht nur bei einzelnen, sondern auch in der Gesellschaft als ganzer noch zu spüren“, so Chamberlain. Doch lieber als die Verantwortung für ihr eigenes Handeln zu übernehmen, würden sich die „dafür noch in Frage kommenden Jahrgänge […] als Opfer Hitlers sehen“. Darauf zu verzichten würde bedeuten, neu darüber nachzudenken, was geschah und welche Verantwortung jeder Einzelne daran trage, doch „genau das ist es, was viele Menschen in unserem Land nach wie vor nicht tun möchten“. Letztlich lässt Chamberlain ihre Leserschaft mit ihrer eingangs gestellten Frage allein, ohne sie abschließend zu beantworten.